# Indische Cricket-Nationalmannschaft in Neuseeland in der Saison 1975/76
Die Tour der indischen Cricket-Nationalmannschaft nach Neuseeland in der Saison 1975/76 fand vom 24. Januar bis zum 22. Februar 1976 statt. Die internationale Cricket-Tour war Bestandteil der Internationalen Cricket-Saison 1975/76 und umfasste drei Tests und zwei ODIs. Neuseeland gewann die ODI-Serie 2–0, während die Test-Serie 1–1 unentschieden endete.

## Vorgeschichte
Es war die erste Tour der beiden Mannschaften in dieser Saison.
Das letzte Aufeinandertreffen der beiden Mannschaften bei einer Tour fand in der Saison 1969/70 in Indien statt.

## Stadien
Die folgenden Stadien wurden für die Tour als Austragungsort vorgesehen.
| Stadion        | Stadt        | Kapazität | Spiele           |
| -------------- | ------------ | --------- | ---------------- |
| Eden Park      | Auckland     | 50.000    | 1. Test & 1. ODI |
| Lancaster Park | Christchurch | 38.628    | 2. Test; 2. ODI  |
| Basin Reserve  | Wellington   | 11.000    | 3. Test          |

## Kaderlisten
Die folgenden Kader wurden von den Teams benannt.
| Test | Test | ODI | ODI |
| Neuseeland | Indien | Neuseeland | Indien |
| --- | --- | --- | --- |
| - Glenn Turner (K) - Mark Burgess - Lance Cairns - Richard Collinge - Bevan Congdon - Dayle Hadlee - Richard Hadlee - Brian Hastings - Hedley Howarth - John Morrison - David O’Sullivan - John Parker - Andy Roberts - Ken Wadsworth (wk) | - Bishan Bedi (K) - Sunil Gavaskar (VK) - Mohinder Amarnath - Surinder Amarnath - Bhagwath Chandrasekhar - Syed Kirmani (wk) - Madan Lal - Brijesh Patel - Erapalli Prasanna - Dilip Vengsarkar - Srinivas Venkataraghavan - Gundappa Viswanath | - Glenn Turner (K) - Mark Burgess - Lance Cairns - Richard Collinge - Bevan Congdon - Jock Edwards - Dayle Hadlee - Richard Hadlee - Brian McKechnie - John Parker - Ken Wadsworth (wk) | - Bishan Bedi (K) - Mohinder Amarnath - Bhagwath Chandrasekhar - Anshuman Gaekwad - Syed Kirmani (wk) - Pochiah Krishnamurthy (wk) - Madan Lal - Brijesh Patel - Sudhakar Rao - Parthasarthi Sharma - Eknath Solkar - Dilip Vengsarkar - Srinivas Venkataraghavan - Gundappa Viswanath |

## Tests

### Erster Test in Christchurch
| 24. – 28. Januar Scorecard | Auckland | Neuseeland 266 (87) & 215 (70.2) | – | Indien 414 (121.7) & 71-2 (14.2) |
|                            |          | Indien gewinnt mit 8 Wickets     |   |                                  |

Neuseeland gewann den Münzwurf und entschied sich als Schlagmannschaft zu beginnen.

### Zweiter Test in Christchurch
| 5. – 10. Februar Scorecard | Christchurch (LP) | Indien 270 (60.6) & 255-6 (79) | – | Neuseeland 403 (132.1) |
|                            |                   | Remis                          |   |                        |

Indien gewann den Münzwurf und entschied sich als Schlagmannschaft zu beginnen.

### Dritter Test in Wellington
| 13. – 17. Februar Scorecard | Wellington (BR) | Indien 220 (73.7) & 81 (26.3)                    | – | Neuseeland 334 (113.7) |
|                             |                 | Neuseeland gewinnt mit einem Innings und 33 Runs |   |                        |

Indien gewann den Münzwurf und entschied sich als Schlagmannschaft zu beginnen.

## One-Day Internationals

### Erstes ODI in Christchurch
| 21. Februar Scorecard | Christchurch (LP) | Indien 154 (35/35)               | – | Neuseeland 155-1 (30.5/35) |
|                       |                   | Neuseeland gewinnt mit 9 Wickets |   |                            |

Indien gewann den Münzwurf und entschied sich als Schlagmannschaft zu beginnen. Als Spieler des Spiels wurde Richard Collinge ausgezeichnet.

### Zweites ODI in Auckland
| 22. Februar Scorecard | Auckland | Neuseeland 238-8 (35/35)       | – | Indien 156 (31.6/35) |
|                       |          | Neuseeland gewinnt mit 80 Runs |   |                      |

Neuseeland gewann den Münzwurf und entschied sich als Schlagmannschaft zu beginnen. Als Spieler des Spiels wurde Ken Wadsworth ausgezeichnet.